# موحد محمدپور
موحد محمدپور بلترک معروف به موحد محمدپور (زاده ۱۷ دی ۱۳۷۳ در رودسر) بازیکن تیم ملی فوتبال ساحلی ایران است. که در پست مدافع بازی می‌کند.
او سابقه بازی در تیم‌های شاهین خزر رودسر ، چادرملو اردکان را در کارنامه دارد ، او هم اکنون لژیونر فوتبال ساحلی ایران در تیم لوکوموتیو مسکو روسیه است و با این تیم به نایب قهرمانی سوپر لیگ روسیه دست یافته است .
محمدپور در سال ۱۳۹۷ توسط مارکو اکتاویو سرمربی سابق تیم ملی به تیم ملی فوتبال ساحلی ایران دعوت شد.
او با تیم ملی فوتبال ساحلی ایران  دو بار قهرمان مسابقات جام بین قاره ای  و یک‌نایب قهرمانی در کشور امارات  و یک بار قهرمان جام ملت های آسیا در تایلند شده است.علاوه بر این ،  یک نایب قهرمانی در تورنمت جایزه بزرگ سن‌پیترز بورگ و بلاروس را هم در کارنامه دارد .